# Carrière de Dongelberg
Carrière de Dongelberg este o arie protejată (arie specială de conservare — SAC, sit de importanță comunitară — SCI, arie de protecție specială avifaunistică — SPA) din Belgia întinsă pe o suprafață de 9,64 ha, integral pe uscat.

## Localizare
Centrul sitului Carrière de Dongelberg este situat la coordonatele 50°41′45″N 4°49′14″E / 50.6959°N 4.820459°E.

## Înființare
Situl Carrière de Dongelberg a fost declarat arie de protecție specială avifaunistică în ianuarie 2014 pentru a proteja 2 specii de animale. Alte tipuri de protecție:
- sit de importanță comunitară (în octombrie 2002)
- arie specială de conservare (în ianuarie 2014)[1][3][4]

## Biodiversitate
Situată în ecoregiunea atlantică, aria protejată conține 3 habitate naturale: Cursuri de apă de la nivel de câmpie la nivel montan, cu vegetație Ranunculion fluitantis și Callitricho-Batrachion, Fânețe de joasă altitudine (Alopecurus pratensis, Sanguisorba officinalis), Pante stâncoase silicioase cu vegetație casmofită.
La baza desemnării sitului se află mai multe specii protejate de  păsări (2): buha (Bubo bubo), șoim călător (Falco peregrinus).
Pe lângă speciile protejate, pe teritoriul sitului au mai fost identificate 1 specie de mamifere.